# Я всё помню, Ричард
«Я всё помню, Ричард» (латыш. Es visu atceros, Ričard!) — художественный фильм режиссёра Роланда Калныньша, снятый по сценарию Виктора Лоренца на Рижской киностудии в 1966 году. Премьера состоялась 24 апреля 1967 года в Москве.

## Сюжет
Фильм, в основу сюжета которого положена подлинная судьба латышского сценариста Виктора Лоренца, показывает три периода в жизни страны: довоенный, в котором мы знакомимся с главными героями; фронт, с тяготами военных будней, и мирная жизнь середины 1960-х годов.
Трое друзей — Янис, Зигис и Ричард — мобилизованы в Латышский легион во время Второй мировой войны. Их направляют на передовую в район волховских болот на Ленинградском фронте. Зигиса убивают при попытке убежать в расположение Красной Армии. Янис после войны амнистирован, живёт в советской Латвии и принимает новую власть. Ему важно знать о судьбе Ричарда и он пытается навести хоть какие-нибудь справки. Ответ один — Ричард пропал и о его судьбе ничего неизвестно.
Спустя двадцать лет друзья неожиданно встречаются. Ричард прибыл в страну из-за рубежа с секретной миссией, он агент одной из западных спецслужб, враждебных советской системе. На фронте, спасая друга Зигиса, он вместо него выполнил приказ расстрелять пленного красноармейца-латыша. Дальше, по сюжету, он вместе с частями Легиона был отправлен в Германию, там его завербовали и заслали в Латвию взорвать памятник латышским воинам на Братском кладбище. В финале он убивает друга Яниса и понимает, что потерял всё — жену, друга и родину. Секретная миссия Ричарда разоблачена, он арестован.

## В ролях
- Эдуард Павулс — Ричард Зандерс
- Антра Лиедскалныня — Антра
- Харий Лиепиньш — Янис Калныньш
- Паул Буткевич — Зигис Пурмалис
- Улдис Пуцитис — Альфонс
- Юрис Плявиньш — лейтенант
- Германис Ваздикс — отец Яниса
- Астрида Вецвагаре — мать Яниса
- Бронюс Бабкаускас — Якумс
- Эдуардс Платайскалнс — старый сержант
- Эдгарс Муцениекс — Гунарс
- Эвалдс Валтерс — эпизод
- Имантс Скрастиньш — эпизод

## Съёмочная группа
- Режиссёр: Роланд Калныньш
- Автор сценария: Виктор Лоренц
- Оператор: Микс Звирбулис
- Художник: Гунарс Балодис
- Композитор: Людгардас Гедравичюс

## Награды
- 1967 — приз Всесоюзного кинофестиваля в Кишинёве за лучший сценарий.

## История съёмок
Работу над сценарием Виктор Лоренц начал в 1955 году и опубликовал его через два года под названием «Родина, прости!» в московском альманахе. Его взял в работу на Рижской киностудии режиссёр Варис Круминьш. Немного погодя партийным решением съёмка была остановлена, под предлогом того, что на XX съезде на эту тему уже всё было сказано.
В 1964 году первый секретарь ЦК Компартии Латвии Арвид Пельше решил, что республика должна снять фильм об одном из самых сложных периодов своей истории, и киностудия снова взяла сценарий Лоренца в работу. Постановку предложили Гунару Пиесису, но он отказался, и тогда съемки передали Роланду Калныньшу. После начала съёмок в газете «Padomju Jaunatne» появился репортаж, вызвавший скандал: дело в том, что сценарист фильма Виктор Лоренц и исполнитель одной из главных ролей Харий Лиепиньш сами были бывшими легионерами. Съёмки были остановлены и затем возобновлены благодаря усилиям директора киностудии Королькевича.
Когда монтаж фильма был завершён, его посмотрели первый и второй секретари ЦК КП Латвии Август Восс и Николай Белуха. После их одобрения копия картины была отправлена в Москву, где была принята. Однако против передачи фильма в прокат выступил председатель Латвийского союза кинематографистов Карклиньш, потребовавший поправок. По его настоянию была сделана историческая вводная часть, основанная на документальном материале, с текстом Арвида Григулиса. Он также написал стихотворение взамен стихов Визмы Белшевицы. Взамен популярного «Синего платочка» взяли другую песню Эдуарда Розенштрауха.
Новый вариант фильма на Рижской киностудии смотрело бюро ЦК Компартии Латвии в присутствии Арвида Пельше, который после просмотра поблагодарил съёмочную группу. Затем состоялся так называемый общественный просмотр, где большинство утверждало, что картина не нужна. Защищал её только знаменитый латышский партизан, Герой Советского Союза Вилис Самсонс. Кто-то из участников просмотра просто заявил, что не хочет видеть на экране фашистскую форму.
Картина решением Латвийского союза кинематографистов была положена на полку, однако вскоре из Москвы пришло распоряжение о допуске фильма к всесоюзному прокату. Однако в Латвии его прокат был ограничен двумя неделями и малыми кинотеатрами. ЦК Компартии Латвии дал указание не писать о фильме рецензий и не упоминать о нём в прессе.
Второй вариант названия — «Камень и осколки» (латыш. Akmens un šķembas) — применяется для восстановленной режиссёрской версии, где добавлены ранее вырезанные по цензурным соображениям сцены.